# Військово-морська база «Південь» (Україна)
Військово-морська база «Південь» (ВМБ «Південь») — до 2018 — Західна військово-морська база (ЗВМБ, в/ч А2238) — основна військово-морська база Збройних сил України, що розташована у Одесі на північно-західному узбережжі Чорного моря (Практична гавань, порт Одеса та смт Нові Біляри, Одеської області, порт Південний). Вона була одним із трьох місць постійного базування Військово-морських сил України, разом із Південною військово-морською базою і Головною базою у Севастополі. Колишнє місце базування Радянського флоту.

## Історія
10 квітня 1994 року в Одесі, адекватно реагуючи на провокаційні дії ЧФ та спроби незаконного вивезення військового майна із демонстрацією загрози застосування зброї, на базі розформованого рішенням Українського уряду 318-го дивізіону консервації ЧФ було створено Західний морський район (надалі — Західна військово-морська база) ВМС України, першим командиром якого і старшим морським начальником в Одесі став капітан 1 рангу (надалі — контр-адмірал) Дмитро Українець.
Над кораблями, катерами, суднами забезпечення і об'єктами берегової інфраструктури були урочисто підняті Українські Державні і Військово-Морські Прапори. У день 50-річчя вигнання з Одеси нацистських загарбників українська перлина біля моря була назавжди звільнена від військової присутності колись «братнього народу».
У березні 2018 року Західна військово-морська база ВМС ЗС України була переформована в Військово-морську базу «Південь»

## Склад
- 22-га окрема радіотехнічна рота, А2408 (м. Одеса, пров. Маячний, 5)
- рота охорони ВМБ «Південь»

### 30-й дивізіон надводних кораблів, в/ч А0937 (м. Одеса)
- Фрегат проєкту 1135.1 «Гетьман Сагайдачний» (б/н F130; флагман)
- Ракетний катер проєкту 206МР «Прилуки» (б/н P153)

### 1-й дивізіон кораблів охорони рейду, в/ч А2951 (м. Одеса)
- Протидиверсійний катер пр. 772 «Гола Пристань» (б/н P241)
- Рейдовий водолазний катер «Володимир-Волинський» (б/н A721)
- Рейдовий катер пр. РВ376 (б/н A724)
- Середній морський транспорт пр.1849 «Горлівка» (б/н A753)
- Катер зв'язку пр. 722 «Південний» (б/н A855)

### 24-й окремий дивізіон річкових катерів, в/ч А1368 (м. Одеса)
- Артилерійський катер пр. 1400М «Скадовськ» (б/н P170)
- Артилерійські катери пр. 363У: "АК-01 «Рівне» (б/н P172) та «АК-02» (б/н P173)

### 28-й окремий дивізіон аварійно-рятувальної служби, в/ч А4414 (м. Одеса)
Докладніше: 28-й дивізіон допоміжних суден
- Плавуча майстерня пр. 304 «Донбас» (б/н A500; корабель управління)
- Рятувальний буксир пр. 733С «Ізяслав» (б/н A706)
- Пожежний катер пр. 364 «Борщів» (б/н A722)
- Рейдові водолазні катери пр. РВ1415: «Ромни» (б/н A732) та «Токмак» (б/н A733)
- Санітарний катер пр. СК620 «Сокаль» (б/н A782)
- Килекторное судно пр. 141 «Шостка» (б/н A852)
- Плавучий склад пр. 814М «Золотоноша» (б/н A855)

## Командування
- Контр-адмірал Українець Дмитро Степанович (1994—2002)[3][4]
- капітан 1 рангу Хачатуров Карен Єрвандович (2003—2012)[5]
- капітан 2 рангу Зайцев Ігор Петрович (т.в.о. 2012—2013)[6]
- капітан 1 рангу Кінзерський Євген Едуардович (2013—2015)[7]
- капітан 1 рангу Доскато Олексій Олегович (2015—2018)[8]